# Murilo de Almeida
Murilo de Almeida est un footballeur international est-timorais né le 21 janvier 1989 à Presidente Prudente. Il évolue au poste d'attaquant.

## Biographie
Murilo de Almeida joue dans de nombreux pays : au Brésil, en Indonésie, au Bahreïn, en Birmanie, au Qatar, en Arabie saoudite, au Japon, à Hong Kong, et au Koweït.
Il reçoit sept sélections en équipe du Timor oriental entre 2012 et 2014, inscrivant six buts. Il marque un doublé contre le Cambodge, un but contre le Laos, et enfin un triplé contre Brunei.